# Wörschach
Wörschach é um município da Áustria, situado no distrito de Liezen, no estado da Estíria. Tem 42,91 km² de área e sua população em 2019 foi estimada em 1.139 habitantes.